# Aparchitidae
De Aparchitidae zijn een familie van uitgestorven kreeftachtigen uit de klasse van de Ostracoda (mosselkreeftjes).

## Geslachten
- Baltonotella Sarv, 1959 †
- Libumella Rozhdestvenskaya, 1959 †
- Rozhdestvenskayites McGill, 1966 †
- Saccelatia Kay, 1940 †